# Back to Oakland
Back to Oakland è il quarto album in studio del gruppo musicale statunitense Tower of Power, pubblicato nel 1974.

## Tracce
1. Oakland Stroke... - 0:53
2. Don't Change Horses (in the Middle of a Stream) - 4:28
3. Just When We Start Makin' It - 6:30
4. Can't You See (You Doin' Me Wrong) - 3:00
5. Squib Cakes - 7:49
6. Time Will Tell - 3:11
7. Man from the Past - 4:00
8. Love's Been Gone So Long - 4:47
9. I Got the Chop - 2:59
10. Below Us, All the City Lights - 4:20
11. ...Oakland Stroke - 1:08